# Rhipidocladum prestoei
Rhipidocladum prestoei är en gräsart som först beskrevs av William Munro, och fick sitt nu gällande namn av Mcclure. Rhipidocladum prestoei ingår i släktet Rhipidocladum och familjen gräs. Inga underarter finns listade i Catalogue of Life.